# 和歌山県道178号湯浅広港線
和歌山県道178号湯浅広港線（わかやまけんどう178ごう ゆあさひろこうせん）は、和歌山県有田郡広川町を通る一般県道である。

## 概要
有田郡広川町大字広の昭和交差点から広交差点に至る。

### 路線データ
- 起点：和歌山県有田郡広川町大字広（昭和交差点、和歌山県道23号御坊湯浅線交点）
- 終点：和歌山県有田郡広川町大字広（広交差点、国道42号交点）
- 実延長：1.6 km

## 歴史
- 1959年（昭和34年）5月14日 - 和歌山県が一般県道として湯浅広港線を認定[1]。
- 2007年（平成19年）3月20日 - 和歌山県告示第355号により、昭和交差点から名島交差点に向かう約740 mの区間の路線認定が取り消される[2]。

## 地理

### 通過する自治体
- 和歌山県
  - 有田郡広川町

### 交差する道路
| 交差する道路             | 交差する場所 | 交差する場所      |
| ------------------------ | ------------ | ----------------- |
| 和歌山県道23号御坊湯浅線 | 大字広       | 昭和交差点 / 起点 |
| 国道42号                 | 大字広       | 広交差点 / 終点   |

### 交差する鉄道
- 紀勢本線

### 沿線
- 広川町役場（起点付近）
- 広川町立広小学校（起点付近）